# Bärsbach
Bärsbach (früher auch Bersbach) ist ein Ortsteil der Gemeinde Heiligkreuzsteinach im Odenwald. Der Ort bildet mit Lampenhain, Hilsenhain, Vorderheubach und dem kleinen Gehöft Hinterheubach die Gemarkung Lampenhain.
Der Ort gehörte bis zum 31. Dezember 1974 zur Gemeinde Lampenhain, die dann mit Heiligkreuzsteinach vereinigt wurde. In Bärsbach leben rund 150 Einwohner.

## Lage
Bärsbach ist ein recht hoch gelegener Ortsteil von Heiligkreuzsteinach. Es steht rund 3 km nordwestlich des namengebenden Gemeindesitzes auf etwa 415 m ü. NHN am Ostabfall des Kamms, der gegen Westen zu ins Talsystem des zur Weschnitz laufenden Grundelbachs („Gorxheimer Tal“) abfällt. Im Ort entsteht in schon merklicher Talmulde der linke Oberlauf des Lenzenbachs, welcher noch vor Heiligkreuzsteinach von rechts in die obere Steinach mündet, die südwärts entwässert. Bärsbach hat ein Weichbild von Obstwiesen und zieht sich längs der Kreisstraße L 4123 entlang, die vom höheren Hilsenhain kommend der Bachmulde abwärts folgt. In weniger als 400 Metern Entfernung von Ort steht im Osten, Süden und Westen Hang- und Höhenwald, im Norden beginnt nach weniger als 250 Metern der Nachbarort Hilsenhain in der gemeinsamen Rodungsinsel.

## Geschichte
Bärsbach wurde erstmals 1293 als Berlesbach, zusammen mit Eiterbach, als erster Ortsteil der heutigen Gemeinde Heiligkreuzsteinach erwähnt. Der Ort scheint mit Lampenhain nach der Vorgeschichte der Burg Waldeck und den Zehntverhältnissen der älteste unter diesen Ansiedlungen zu sein. Die Strahlenberger besaßen ihre Rodungen im Ladenburger Gemeindegut. Herrschaftszentrum scheint zunächst die Burg im Walde „Burgschell“ zwischen Lampenhain und Bärsbach gewesen zu sein. Von ihr ist nur noch der sehr einfache Umriss und die Halsgraben zu erkennen. Als die Burg Waldeck im 13. Jh. erbaut wurde, hatte man die Burg auf der Burgschell aufgegeben. 1316 verpfändete aber Rennewart von Strahlenburg, die Burg mit den dazugehörigen Orten an den Bischof von Worms. 1357 verkaufte Siegfried von Strahlenberg schließlich die Burg Waldeck an den Pfalzgrafen Ruprecht I. Die Pfalzgrafen veräußerten Waldeck 1388 an die Familie des Ritters Kreis von Lindenfels, erwarben es aber 1537 unter Kurfürst Ludwig V. endgültig.
Jeder Teilort der ehemaligen Gemeinde Lampenhain hatte seine eigene Gemarkung. Sie umfasste die Grundstücke und den zunächst gemeinsamen Wald. Bärsbach bildete schon im 18. Jahrhundert zusammen mit Lampenhain, Vorderheubach und Hohenöd eine gewisse Einheit, die sogenannte Obergemeinde. 1840 wurde die Obergemeinde, zu der nun auch Hilsenhain gehörte, als eigene Gemeinde mit eigener Gemarkung von Heiligkreuzsteinach getrennt und erhielt den Namen Lampenhain. Die Obergemeinde besaß kein eigenes Vermögen und bestritt ihre Bedürfnisse nur von den Umlagen. Dagegen verfügten die Teilorte über eigene Liegenschaften oder Kapitalien. Bärsbach war für seine Weiderechte im Zehntwald mit Geld entschädigt worden und verwaltete daher kleine Kapitalien. 1935 wurden die getrennten Vermögen der Teilorte nach heftigem Widerstreben zu einem einigen Gemeindevermögen vereinigt.
Die Bärsbacher Kinder besuchten bis zur Mitte des 19. Jahrhunderts die Schule in Lampenhain. Dann wurden diese an die Hilsenhainer Einlehrerschule geschickt, bis schließlich die Schule im September 1967 aufgelöst wurde. Fortan war nun die Grundschule in Heiligkreuzsteinach zuständig.

### Einwohnerentwicklung
| Jahr      | 1818 | 1852 | 1875 | 1905 | 1950 | 1961 | 1993 | 2014 | 2022 |
| --------- | ---- | ---- | ---- | ---- | ---- | ---- | ---- | ---- | ---- |
| Einwohner | 34   | 49   | 56   | 56   | 45   | 47   | 31   | 68   | 61   |